# Liste d'espèces d'amphibiens décrites entre 1991 et 1995
De nouvelles espèces vivantes sont régulièrement définies chaque année.
L'apparition d'une nouvelle espèce dans la nomenclature peut se faire de trois manières principales :
- découverte dans la nature d'une espèce totalement différente de ce qui est connu jusqu'alors,
- nouvelle interprétation d'une espèce connue qui s'avère en réalité être composée de plusieurs espèces proches mais cependant bien distinctes. Ce mode d'apparition d'espèce est en augmentation depuis qu'il est possible d'analyser très finement le génome par des méthodes d'étude et de comparaison des ADN, ces méthodes aboutissant par ailleurs à des remaniements de la classification par une meilleure compréhension de la parenté des taxons (phylogénie). Pour ce type de création de nouvelles espèces, deux circonstances sont possibles : soit une sous-espèce déjà définie est élevée au statut d'espèce, auquel cas le nom, l'auteur et la date sont conservés, soit il est nécessaire de donner un nouveau nom à une partie de la population de l'ancienne espèce,
- découverte d'une nouvelle espèce par l'étude plus approfondie des spécimens conservés dans les musées et les collections.

Ces trois circonstances ont en commun d'être soumises au problème du nombre de spécialistes mondiaux compétents capables de reconnaître le caractère nouveau d'un spécimen. C'est une des raisons pour lesquelles le nombre d'espèces nouvelles chaque année, dans une catégorie taxinomique donnée, est à peu près constant. 
Pour bien préciser le nom complet d'une espèce, le (ou les) auteur(s) de la description doivent être indiqués à la suite du nom scientifique, ainsi que l'année de parution dans la publication scientifique. Le nom donné dans la description initiale d'une espèce est appelé le basionyme. Ce nom peut être amené à changer par la suite pour différentes raisons.
Dans la mesure du possible, ce sont les noms actuellement valides qui sont indiqués, ainsi que les découvreurs, les pays d'origine et les publications dans lesquelles les descriptions ont été faites.

## Espèces décrites en 1993
- Rana pyrenaica Serra-Cobo, 1993

Ranidé découvert dans les Pyrénées (Espagne et France).
- Rana subaquavocalis Platz, 1993

Ranidé découvert en Arizona (États-Unis).
Source : J. Herpetol., 27 : 155.

## Espèces décrites en 1994

### Anoures
- Colostethus chalcopis, 1994

Dendrobatidé découvert à la Martinique (France).
- Odorrana amamiensis (Matsui, 1994)

Ranidé.

## Espèces décrites en 1995

### Anoures
- Boophis periegetes Cadle, 1995

Découvert à Madagascar.
- Callulops sagittatus Richards, Burton, Cunningham et Dennis, 1995

Découvert en Papouasie-Nouvelle-Guinée.
- Rana kl. grafi Crochet, Dubois, Ohler & Tunner, 1995

Découverte dans le sud de la France et le nord de l'Espagne.

### Urodèles
- Tylototriton shanjing Nussbaum, Brodie et Yang, 1995

Salamandridé.

## Sous-espèces décrites en 1995
- Lyciasalamandra luschani flavimembris (Mutz et Steinfartz, 1995)

Salamandridé. Sera ultérieurement (2004) élevée au rang d'espèce sous le nom de Lyciasalamandra flavimembris.